# FAM209B
FAM209B (англ. Family with sequence similarity 209 member B) – білок, який кодується однойменним геном, розташованим у людей на довгому плечі 20-ї хромосоми. Довжина поліпептидного ланцюга білка становить 171 амінокислот, а молекулярна маса — 19 499.
| 10         |  | 20         |  | 30         |  | 40         |  | 50         |
| ---------- |  | ---------- |  | ---------- |  | ---------- |  | ---------- |
| MWTLKSSLVL |  | LLCLTCSYAF |  | MFSSLRQKTS |  | EPQGKVPCGE |  | HFRIRQNLPE |
| HTQGWLGSKW |  | LWLLFAVVPF |  | VILQCQRDSE |  | KNKEQSPPGL |  | RGFPFRTPLK |
| KNQNASLYKD |  | CVFNTLNELE |  | VELLKFVSEV |  | QNLKGAMATG |  | SGSNLKLRRS |
| EMPADPYHVT |  | ICKIWGEESS |  | S          |  |            |  |            |

A: Аланін

C: Цистеїн

D: Аспарагінова кислота

E: Глутамінова кислота

F: Фенілаланін

G: Гліцин

H: Гістидин

I: Ізолейцин

K: Лізин

L: Лейцин

M: Метіонін

N: Аспарагін

P: Пролін

Q: Глутамін

R: Аргінін

S: Серин

T: Треонін

V: Валін

W: Триптофан

Локалізований у мембрані.